# Condado de Caralt

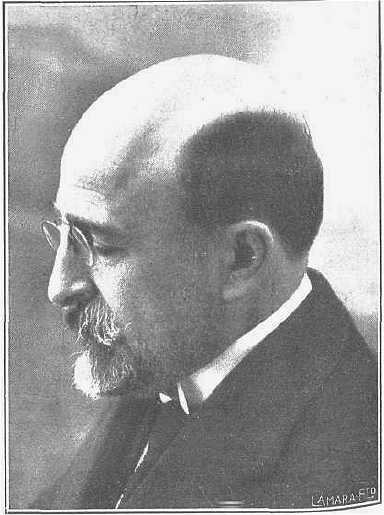
José de Caralt y Sala, primer conde de Caralt, ministro de Hacienda, presidente de Fomento del Trabajo Nacional.

El condado de Caralt es un título nobiliario español creado por el rey Alfonso XIII de España en favor de José de Caralt y Sala, senador del reino y ministro de Hacienda, mediante real decreto del 23 de agosto de 1916 y despacho expedido el 29 de diciembre del mismo año.

## Condes de Caralt
|                           | Titular                         | Periodo                   |
| Creación por Alfonso XIII | Creación por Alfonso XIII       | Creación por Alfonso XIII |
| ------------------------- | ------------------------------- | ------------------------- |
| I                         | José de Caralt y Sala           | 1916-1944                 |
| II                        | José María de Caralt y Borrell  | 1945-1984                 |
| III                       | José de Caralt y Garriga-Nogués | 1985-2017                 |
| IV                        | Ágata Luisa de Caralt y Moxó    | 2019-hoy                  |

## Historia de los condes de Caralt
- José de Caralt y Sala (Barcelona, 19 de agosto de 1862-San Andrés de Llavanera, Barcelona, 12 de septiembre de 1944), I conde de Caralt.[2][1] Era hijo de Delmiro Caralt y Matheu y de su esposa Filomena Sala y Tío.[2]

Casó el 6 de mayo de 1885, en Barcelona, con Montserrat Fradera y Gal (1862-1940). El 23 de marzo de 1953, tras solicitud cursada el 7 de enero de 1950 (BOE del día 16) y decreto del 26 de septiembre de 1952 por el que se convalidaba la sucesión en el título otorgada por la Diputación de la Grandeza (BOE del 14 de octubre), le sucedió su nieto, hijo de José María de Caralt y Fradera y su esposa Amelia de Borrell y de Vilanova:
- José María de Caralt y Borrell (Barcelona, 14 de febrero de 1910[1]-San Andrés de Llavaneras, 5 de septiembre de 1984),[6] II conde de Caralt.

Casó con María Garriga-Nogués y Bernet. El 30 de junio de 1987, tras solicitud cursada el 23 de octubre de 1986 (BOE del 7 de noviembre) y orden del 12 de enero de 1987 para que se expida la correspondiente carta de sucesión (BOE del día 31), le sucedió su hijo:
- José de Caralt y Garriga-Nogués (Barcelona, 1 de enero de 1935[7]-2006), III conde de Caralt.

Casó el 13 de julio de 1965 con María Luisa de Moxó y Alonso-Martínez, hija de los marqueses de San Mori. El 4 de julio de 2019, tras solicitud cursada el 20 de diciembre de 2018 (BOE del 7 de enero siguiente) y orden del 14 de marzo de 2019 para que se expida la correspondiente carta de sucesión (BOE del día 27), le sucedió su hija:
- Ágata Luisa de Caralt y Moxó (n. 21 de abril de 1966), IV condesa de Caralt.[5]